# World Series of Boxing

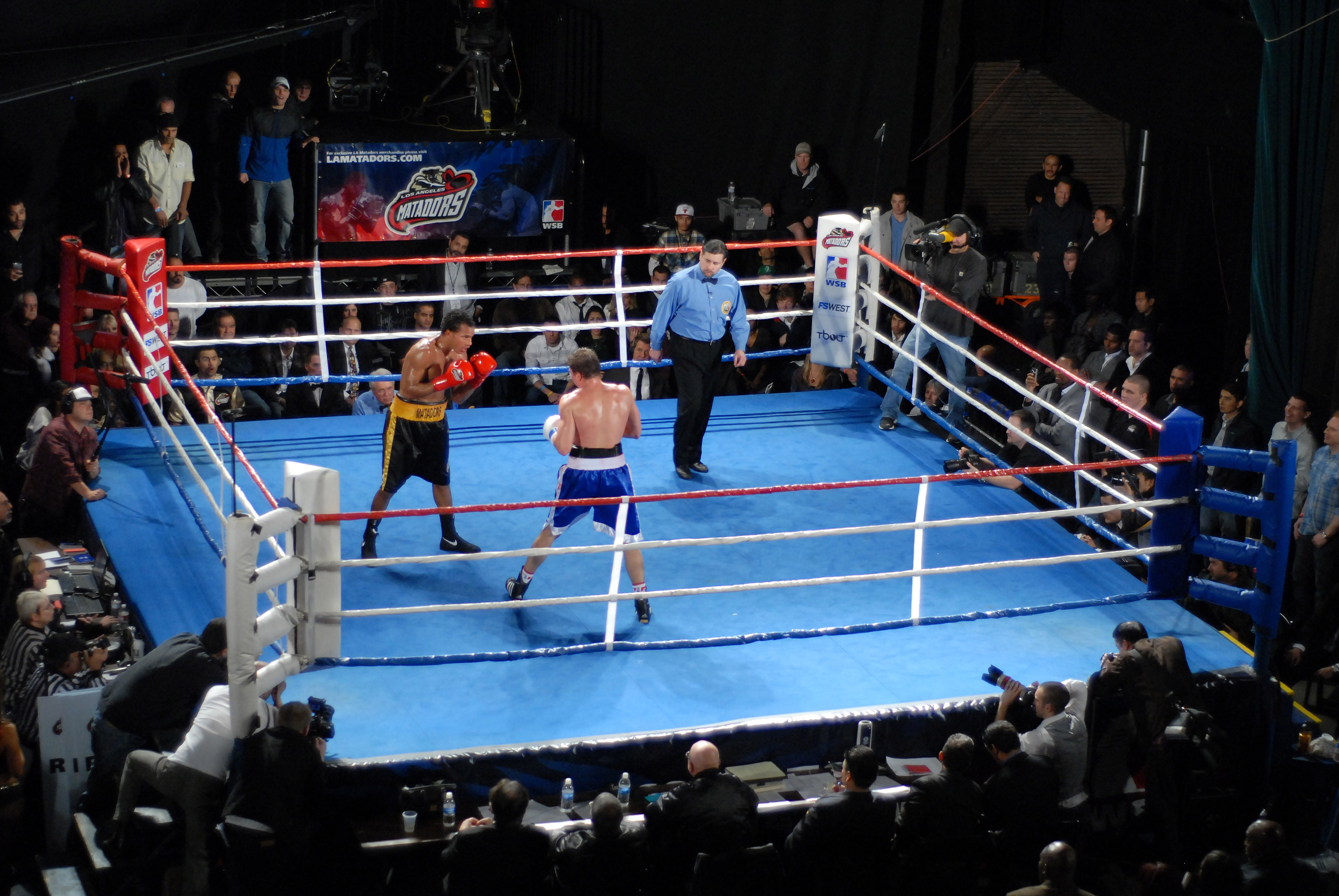
World Series Boxing - Los Angeles Matadors vs. Moscow Dynamo, op 4 december 2011

De World Series of Boxing (WSB) was een internationaal bokstoernooi waarbij amateurboksers professioneel konden deelnemen en toch hun Olympische kwalificaties konden behouden. Het werd georganiseerd door AIBA van 2010 tot 2018. AIBA bevestigde in 2019 dat de organisatie haar activiteiten had gestaakt vanwege de toenemende financiële verliezen.
In tegenstelling tot het amateurboksen werd er in de WSB gevochten met een ontbloot bovenlijf en zonder hoofdbescherming. Er werd gevochten in vijf rondes, waarbij de manier van scoren gelijk was aan die van het professioneel boksen. 

## Gewichtsklassen
In tegenstelling tot het professioneel boksen zijn er in de WSB 10 gewichtsklassen.
- Lichtvlieggewicht (46–49kg)
- Vlieggewicht (- 52kg)
- Bantamgewicht (- 56kg)
- Lichtgewicht (- 60kg)
- Lichtweltergewicht (- 64kg)
- Weltergewicht (- 69kg)
- Middengewicht (- 75kg)
- Lichtzwaargewicht (- 81kg)
- Zwaargewicht (- 91kg)
- Superzwaargewicht (91+ kg)

## Teams
- Argentina Condors
- Astana Arlans
- Azerbaijan Baku Fires
- Cuba Domadores
- Turkiye Conquerors
- China Dragons
- Ukraine Otamans
- British Lionhearts
- Mexico Guerreros
- Russian Boxing Team
- Atlas Lions
- USA Knockouts
- Rafako Hussars Poland
- Caciques de Venezuela
- Puerto Rico Hurricanes
- Uzbek Tigers

## Historie
De WSB is in 2008 bedacht door de directeur van AIBA, de overkoepelende bond voor amateurboksen. 
In 2010 werd het 1e seizoen gehouden. Er wordt gestreden in landenteams. De teams mogen aangevuld worden met maximaal acht buitenlandse boksers. 
In het begin waren de teams geallieerd aan een stad en werd er gestreden in regio's (Amerika, Azië en Europa), later werden dit landenteams en werden de poules waarin gestreden werd globaal. 
Via overwinningen kunnen boksers zich plaatse voor de Olympische Zomerspelen. Dit was het geval voor Mohammed Rabii en Radzhab Butaev voor de Olympische Zomerspelen 2016 in Londen.

## Winnaars
- Seizoen 1:  Paris United
- Seizoen 2:  Dolce & Gabbana Milano Thunder
- Seizoen 3:  Astana Arlans
- Seizoen 4:  Cuba Domadores
- Seizoen 5:  Astana Arlans
- Seizoen 6:  Cuba Domadores

## Nederlanders in de WSB
- Stephen Danyo
- Peter Müllenberg
- Enrico Lacruz